# Callidiellum
Callidiellum is een kevergeslacht uit de familie van de boktorren (Cerambycidae). De wetenschappelijke naam van het geslacht werd voor het eerst geldig gepubliceerd in 1940 door Linsley.

## Soorten
Callidiellum omvat de volgende soorten:
- Callidiellum cupressi (Van Dyke, 1923)
- Callidiellum rufipennis (Motschulsky, 1861)
- Callidiellum villosulum (Fairmaire, 1899)
- Callidiellum virescens Chemsak & Linsley, 1966